# Kanton Marseille-Notre-Dame-du-Mont
Kanton Marseille-Notre-Dame-du-Mont (fr. Canton de Marseille-Notre-Dame-du-Mont) je francouzský kanton v departementu Bouches-du-Rhône v regionu Provence-Alpes-Côte d'Azur. Tvoří ho část města Marseille a zahrnuje části městských obvodů 5 a 6.

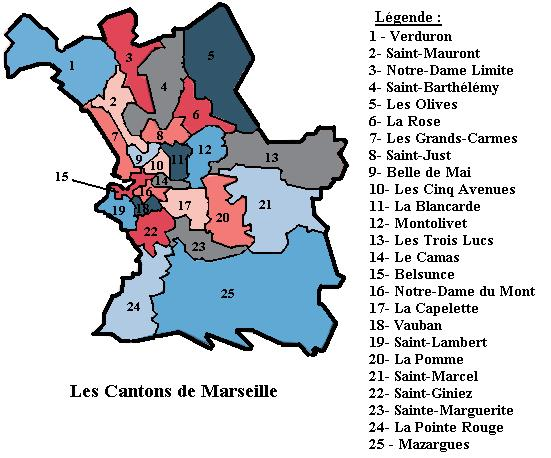
Kantony města Marseille